# Das Kulturlexikon zum Dritten Reich
Das Kulturlexikon zum Dritten Reich  pose par son sous-titre la question « Qui était quoi avant et après 1945 » ? L'ouvrage de référence contient environ 4 000 biographies de personnalités du secteur culturel à l'époque national-socialiste, mais aussi des carrières d'anciens fonctionnaires nationaux-socialistes dans l'Allemagne et l'Autriche d'après-guerre. Le lexique est rédigé par l'historien Ernst Klee, spécialiste des auteurs et des crimes nationaux-socialistes, de l'Église et des classes sociales.

## Contenu
Concernant la première édition publiée en 2007, Fischer-Taschenbuch-Verlag rapportait :
"Sont répertoriées les personnes les plus importantes ou les plus connues de la noblesse, des archives et des bibliothèques, des beaux-arts, du cinéma, des sciences humaines, de l'histoire de l'art, de la littérature, de la musique (y compris la musique légère, la musique de film et aussi la musique militaire), de la radio, du théâtre etc.
En 1944, des centaines d'acteurs, d'écrivains, de peintres, d'architectes, de compositeurs, de chefs d'orchestre, de musiciens, etc., parmi les plus autorisés, avaient été inscrits sur une liste systématiquement rubriquée de "graciés de Dieu" (sic !) établie par le ministère de l'Éducation du peuple et de la Propagande du Reich sous la direction de Joseph Goebbels, ce qui signifiait pour eux de solides avantages matériels. De nombreux profiteurs et carriéristes ont rendu hommage à Hitler en le qualifiant de "premier artiste de la nation allemande", et nombre d'entre eux se sont même produits à Auschwitz pour divertir les SS.
Le dictionnaire recense également des centaines de victimes de la politique culturelle de l'époque : des personnes proscrites et persécutées qui ont dû s'exiler ou qui ont été "assassinées".

## Commentaires
Dans une critique spécialisée publiée par H-Soz-Kult, le Kulturlexikon est salué comme un ouvrage de référence important qui, pour la première fois, englobe de manière transversale tous les domaines de la culture et que de nombreux utilisateurs considéreront comme une aide irremplaçable. Klee met en évidence les continuités des carrières après 1945 et le manque de travail sur son propre passé ; son engagement a cependant parfois conduit à des évaluations trop frappantes comme "poète du front", "voleur d'art" ou "publiciste völkisch". Le critique déplore que certains artistes exilés importants n'ont pas pris en compte. Du côté des "auteurs", Klee mène des recherches bien plus approfondies et il est à son honneur de ne pas s'être limité ici aux célébrités, mais d'avoir également répertorié des artistes moins connus.
Selon une critique parue dans la Süddeutsche Zeitung, le critique Frank-Rutger Hausmann (de) concède que l'ouvrage comble une lacune. Le critique évalue la présentation elle-même comme tendancieuse, éclairante et pas toujours neutre. Un peu plus de différenciation serait souhaitable.
Dans une critique du Frankfurter Rundschau, Rudolf Walter estime que la "caractérisation pointue" de certains artistes est le "mérite" de décennies de recherche. Il déplore que des personnes ou des groupes qui n'ont rien à voir avec la culture ou qui ont vécu bien avant l'époque nazie soient également cités. On approuve la déclaration de l'auteur selon laquelle l'ouvrage est un "mémorial lexical".
Selon une critique de Fritz J. Raddatz dans DER ZEIT, l'auteur gâche les possibilités offertes par cet ouvrage dont l'approche peut être considérée comme très importante. Le critique s'interroge sur ce que des personnes comme Brecht ou Johannes R. Becher perdent dans cet "alphabet de l'ignominie" sur des personnes de la vie culturelle et leur implication dans l'époque nazie. Klee s'abaisse parfois linguistiquement au niveau de "Bunte" ou écrit du "langage de texte de rabat".